# ウィリー・タベラス
ウィリー・タベラス（Willy Taveras, 1981年12月25日 - ）は、ドミニカ共和国エルマーナス・ミラバル州テナレス出身のプロ野球選手（外野手）。右投右打。
同じくメジャーリーガー（外野手）のレオディ・タベラスは従兄弟にあたる。

## 経歴

### プロ入りとインディアンス傘下時代
1999年5月27日にアマチュア・フリーエージェントでクリーブランド・インディアンスと契約してプロ入り。

### アストロズ時代
2003年12月15日にルール・ファイブ・ドラフトでヒューストン・アストロズから指名され、移籍した。
2004年9月6日のシンシナティ・レッズ戦でメジャーデビュー。ほとんどが代走による出場だった。
2005年はこの年の最多内野安打（71）、最多バント安打（31）、最多単打（152）を放ち、資格を残していた新人部門でも最多得点（82）と最多安打（172）を記録した。またナショナルリーグ6位となる34盗塁、打率も.291と結果を残した。タベラスは前年限りでニューヨーク・メッツへ移籍したカルロス・ベルトランに代わる中堅手としての役割を果たし、プレイヤー選出のナ・リーグ新人王に選ばれ、記者投票の新人王はライアン・ハワードに次ぐ2位だった。
2006年開幕前の3月に第1回WBCのドミニカ共和国代表に選出された。
シーズンでは打率.278とやや低調に終わったが、この年も最多バント安打（21）とリーグ10位の33盗塁を記録した。またジェフ・ケントが2004年に記録した25試合連続安打を上回る30試合連続安打を放ち、球団新記録となった。

### ロッキーズ時代
2006年12月12日にジェイソン・ジェニングス、ミゲル・アセンシオのトレードで、テイラー・バックホルツ、ジェイソン・ハーシュと共にコロラド・ロッキーズへ移籍した。
2007年は松井稼頭央と1・2番コンビを結成。打率、出塁率、長打率は自己最高となり、三振率も自己ベストを記録した。バント安打38本は1992年にブレット・バトラーが記録した40本に次ぐもので、両リーグ2位で19本のフアン・ピエールよりも2倍も多く放ち、成功率は64.4%だった。打率は.320と初めて3割に乗せたが、終盤に故障し97試合の出場にとどまり、ポストシーズン途中で復帰を果たすものの精彩を欠いた。それでも、チーム最多となる33盗塁を決めるなど、ワールドシリーズ進出に貢献した。
2008年は打率･251、出塁率･308と低調だったものの、68盗塁をマークして盗塁王に輝いた。しかし、若手育成を優先するチームの意向で新たな契約を打診されず戦力外となり、12月12日にノンテンダーFAとなった。

### レッズ時代
2008年12月27日に2年総額625万ドルでレッズと契約した。
2009年開幕前の3月に第2回WBCのドミニカ共和国代表に選出された。シーズンでは盗塁数が2005年以降では最低の25に終わり、打撃成績も振るわなかった。

### レッズ退団後
2010年2月1日にトレードでオークランド・アスレチックスへ移籍したが、同日にDFAとなり、2月9日に自由契約となった。3月21日にワシントン・ナショナルズとマイナー契約を結んだ。27試合に出場して1盗塁と、自慢の快足が鳴りを潜め、5月21日に自由契約となった。6月3日にフィラデルフィア・フィリーズとマイナー契約を結んだ。傘下のAAA級リーハイバレー・アイアンピッグスで23試合に出場したが、6月29日に自由契約となった。7月4日にアトランタ・ブレーブスとマイナー契約を結んだ。傘下のAAA級グウィネット・ブレーブスで17試合に出場したが、8月2日に自由契約となった。8月15日にテキサス・レンジャーズとマイナー契約を結んだ。傘下のAAA級オクラホマシティ・レッドホークスで23試合に出場した。オフの11月6日にFAとなった。
2011年1月24日にロッキーズとマイナー契約を結び、2月8日に球団が発表した。この年は傘下のAAA級コロラドスプリングス・スカイソックスでプレーし、97試合に出場して打率.302、10本塁打、44打点、13盗塁を記録した。オフの11月2日にFAとなった。
2012年12月11日にカンザスシティ・ロイヤルズとマイナー契約を結んだ。
2013年は開幕から傘下のAAA級オマハ・ストームチェイサーズでプレーしていたが、7月25日に自由契約となった。
2014年はメキシカンリーグのプエブラ・パロッツに所属した。
2015年も当初はプエブラ・パロッツに所属していた。5月15日に独立リーグであるアトランティックリーグのシュガーランド・スキーターズと契約。
2016年4月11日にプエブラ・パロッツと契約した。
2017年2月21日にトレードで、モンクローバ・スティーラーズへ移籍した。
2018年は所属球団なく、2019年5月13日にシュガーランド・スキーターズと契約した。7月22日に自由契約となった。

## 詳細情報

### 年度別打撃成績
| 年 度    | 球 団    | 試 合 | 打 席 | 打 数 | 得 点 | 安 打 | 二 塁 打 | 三 塁 打 | 本 塁 打 | 塁 打 | 打 点 | 盗 塁 | 盗 塁 死 | 犠 打 | 犠 飛 | 四 球 | 敬 遠 | 死 球 | 三 振 | 併 殺 打 | 打 率 | 出 塁 率 | 長 打 率 | O P S |
| -------- | -------- | ----- | ----- | ----- | ----- | ----- | -------- | -------- | -------- | ----- | ----- | ----- | -------- | ----- | ----- | ----- | ----- | ----- | ----- | -------- | ----- | -------- | -------- | ----- |
| 2004     | HOU      | 10    | 2     | 1     | 2     | 0     | 0        | 0        | 0        | 0     | 0     | 1     | 0        | 1     | 0     | 0     | 0     | 0     | 1     | 0        | .000  | .000     | .000     | .000  |
| 2005     | HOU      | 152   | 635   | 592   | 82    | 172   | 13       | 4        | 3        | 202   | 29    | 34    | 11       | 7     | 4     | 25    | 1     | 7     | 103   | 4        | .291  | .325     | .341     | .666  |
| 2006     | HOU      | 149   | 587   | 529   | 83    | 147   | 19       | 5        | 1        | 179   | 30    | 33    | 9        | 11    | 2     | 34    | 0     | 11    | 88    | 6        | .278  | .333     | .338     | .671  |
| 2007     | COL      | 97    | 408   | 372   | 64    | 119   | 13       | 2        | 2        | 142   | 24    | 33    | 9        | 7     | 1     | 21    | 0     | 7     | 55    | 1        | .320  | .367     | .382     | .749  |
| 2008     | COL      | 133   | 538   | 479   | 64    | 120   | 15       | 2        | 1        | 142   | 26    | 68    | 7        | 15    | 3     | 36    | 0     | 5     | 79    | 4        | .251  | .308     | .296     | .604  |
| 2009     | CIN      | 102   | 437   | 404   | 56    | 97    | 11       | 2        | 1        | 115   | 15    | 25    | 6        | 11    | 2     | 18    | 0     | 2     | 58    | 2        | .240  | .275     | .285     | .559  |
| 2010     | WSH      | 27    | 37    | 35    | 7     | 7     | 0        | 1        | 0        | 9     | 4     | 1     | 2        | 0     | 0     | 2     | 0     | 0     | 6     | 0        | .200  | .243     | .257     | .500  |
| MLB：7年 | MLB：7年 | 670   | 2644  | 2412  | 358   | 662   | 71       | 16       | 8        | 789   | 128   | 195   | 44       | 52    | 12    | 136   | 1     | 32    | 390   | 17       | .274  | .320     | .327     | .647  |

- 各年度の太字はリーグ最高

### 年度別守備成績
| 年 度 | 球 団 | 左翼（LF） | 左翼（LF） | 左翼（LF） | 左翼（LF） | 左翼（LF） | 左翼（LF） | 中堅（CF） | 中堅（CF） | 中堅（CF） | 中堅（CF） | 中堅（CF） | 中堅（CF） | 右翼（RF） | 右翼（RF） | 右翼（RF） | 右翼（RF） | 右翼（RF） | 右翼（RF） |
| 年 度 | 球 団 | 試 合      | 刺 殺      | 補 殺      | 失 策      | 併 殺      | 守 備 率   | 試 合      | 刺 殺      | 補 殺      | 失 策      | 併 殺      | 守 備 率   | 試 合      | 刺 殺      | 補 殺      | 失 策      | 併 殺      | 守 備 率   |
| ----- | ----- | ---------- | ---------- | ---------- | ---------- | ---------- | ---------- | ---------- | ---------- | ---------- | ---------- | ---------- | ---------- | ---------- | ---------- | ---------- | ---------- | ---------- | ---------- |

### タイトル
- 盗塁王：1回（2008年）

### 背番号
- 1（2004年 - 2006年）
- 3（2007年 - 2010年）

### 代表歴
- 2006 ワールド・ベースボール・クラシック・ドミニカ共和国代表
- 2009 ワールド・ベースボール・クラシック・ドミニカ共和国代表